# Cal Marquès de la Torre
Cal Marquès de la Torre, dit normalment Ca la Torre, és una casa senyorial de la ciutat de Mallorca, situada al carrer de la Portella. Actualment i dels anys 1970 ençà és la seu del Col·legi Oficial d'Arquitectes de les Illes Balears.
Projectada per l'enginyer militar Martín Gil de Gaínza a final del segle xvii, es tracta d'un edifici de gran singularitat que combina la severitat de l'obra d'enginyeria i la tradició local dels casals mallorquins amb solucions barroques. Culmina aquesta singularitat la seva situació privilegiada, ben damunt la Murada de Mar, que portà l'Arxiduc a considerar-la entre les cases més ben situades de Palma.

## Història
El lloc que ocupa l'edifici actual havia acollit un antic casal del segle xv propietat dels Olesa. El 1659 la casa fou adquirida en subhasta per Nicolau Trullols i Nicolau, de la família Trullols, propietaris històrics de la Torre del Fangar, que anteriorment havien tengut la casa al carrer del Sitjar (entre la Font del Sepulcre i el convent de la Concepció) i a la placeta de Can Trullols (sota l'actual Grand Hotel.
A la mort de Nicolau Trullols el 1671, la casa passà al seu fill, Francesc Trullols i Font de Roqueta, qui va emprendre el projecte de construcció de la nova casa. Aprofitant que l'enginyer Martín Gil de Gaínza treballava en les obres de la murada de la ciutat i que la casa feia paret amb la murada, Francesc Trullol li encarregà el projecte de la nova casa, que fou construïda entre 1696 i 1738. Francesc Trullol morí el 1702, de manera que l'obra fou acabada pel seu germanastre Nicolau Trullols i Dameto. Gràcies a la bona posició del seu germanastre, Nicolau Trullols aconseguí el títol de marquès de la Torre del Fangar, confirmat el 1728 per Felip V, a despit d'haver estat un ferm partidari de la causa de l'arxiduc Carles d'Àustria. El nom de la casa, doncs, deriva del títol nobiliari que tengueren els seus propietaris durant gairebé 300 anys.
La casa continuà en propietat de la família, i fou reformada en qualque moment del segle xix. L'escala és fruit d'aquesta reforma, atès que l'Arxiduc (que s'allotjà en aquesta casa al principi de la seva estada a l'illa) la considera moderna; el fumeral, d'estil neogòtic, és de començament del segle xx. No obstant això, la casa mantengué el seu aspecte i distribució mentre fou propietat de la família. Finalment, el 1972 fou comprada pel Col·legi Oficial d'Arquitectes de les Illes Balears, que el reformaren i restauraren per adaptar-lo al nou ús.
D'ençà que és la seu del Col·legi d'Arquitectes s'hi han fet diverses reformes: una primera el 1973 (Josep Lluís Juan i Coll, Miquel Vicens i Coll) per adaptar-la com a seu del col·legi, una segona remodelació el 1982 (Joan Deyà i Roy), una tercera el 1985 (Eugenio de la Fuente i Pere Rabassa i Sansaloni), que reformà i habilità el porxo, fins llavors en desús; i una quarta (Jesús García Herrero) entre 2001 i 2003.

## Descripció
Està situat ben damunt la murada, al final del carrer de la Portella, que rep el nom d'una porta de la murada que donava servei a un petit embarcador i accés a una font d'aigua dolça arran de mar que hom li atribuïa propietats miraculoses.
Es tracta d'un edifici que, tot i seguir bona part de les característiques tipològiques dels casals mallorquins, se n'allunya en diversos aspectes fruit de dos condicionants: el primer, l'arquitecte, un enginyer militar, que concebé un edifici auster i robust amb aspecte de fortalesa; el segon, la situació del solar, que limita amb el passeig de Dalt Murada per mitjà de l'antiga murada àrab (modernament ornamentada amb uns merlets historicistes) i en condiciona la distribució. En efecte, el pati no ocupa un lloc central, ans té accés directe al carrer per un arc de mig punt i és tancat pels dos murs de la murada medieval; el tercer mur és la façana de la casa. Tampoc no és canònica la distribució en plantes: a les planta baixa (amb soterrani), planta noble i porxo tradicionals hi afegeix un quart nivell entre aquests dos darrers.
La façana més imponent és la de la murada, que segueix els cànons d'austeritat herreriana del moment. S'assenta sobre una base en escarpa de marès que segueix el pendent del carrer, i té cinc obertures simètriques als baixos i a la segona planta, que a la planta noble són balcons seguits amb brendolat de ferro; al porxo té nou obertures cobertes d'una volada de quatre vessants.
A l'interior s'accedeix a través del pati. Una escala el·líptica i esvelta, del segle xix, condueix a la planta noble. A la part superior del paladar de l'escala hi ha l'escut dels Trullol. La planta noble conté quatre grans sales de gran altura amb cassetonats de llenyam que fins a la reforma del col·legi d'arquitectes exhibien una profusa decoració amb quadres i mobiliari sumptuós i parets amb tapissos de catalufa; actualment, dues d'aquestes sales conformen la sala d'exposicions, mentre que les altres dues constitueixen la biblioteca, que conserva el fumeral de la casa amb l'escut de la família. El porxo, reformat per Eugenio de la Fuente i Pere Rabassa, constitueix una planta diàfana compartimentada per elements de fusta i portes corredisses que respecta el ritme de l'embigat de la coberta. El soterrani, que antigament havia albergat una petita drassana, té coberta de volta, i actualment està habilitat com a sala d'actes.